# Мюлетурнен
Мюлетурнен (нем. Mühlethurnen) — бывшая коммуна в Швейцарии, в кантоне Берн. С 1 января 2020 года объединена с коммунами Лонсторф и Кирхентурнен в новую коммуну Турнен.
До 2009 года входила в состав округа Зефтиген, с 2010 года — в Берн-Миттельланд. Население составляет 1309 человек (на 1 января 2007 года). Официальный код — 0876.